# Pamela Salem
Pamela Salem, född 22 januari 1944 i Bombay, död 21 februari 2024 i Surfside, Florida, var en brittisk skådespelare.
Hon medverkade i ett flertal filmer och TV-serier, bland andra Onedinlinjen och Magnum.

## Filmografi (i urval)
- Never Say Never Again (1983)